# Angela Campanella
Mariangelina Campanello, más conocida por el nombre artístico Angela Campanella  (Roma, 24 de julio de 1963) es una actriz de cine italiana.

## Biografía
Nacida en Roma en 1963, después de trabajar en teatro, fotonovelas y actuando en algunos comerciales, llegó en los cines en 1981, mas después alguna películas se retiró, dejando a la vida mundana, para dedicarse a la vida privada.

## Cine
- El marqués del Grillo - Faustina - 1981
- Bomber - Lauretta - 1982
- Apocalisse di un terremoto - 1982